# Гагара-Шор
Гагара-Шор — река в России, течёт по территории Ловозерского района Мурманской области. Впадает в Пинозеро на высоте 216 м над уровнем моря. Длина реки — 12 км.

## Данные водного реестра
По данным государственного водного реестра России относится к Баренцево-Беломорскому бассейновому округу, водохозяйственный участок реки — реки бассейна Баренцева моря от восточной границы бассейна реки Воронья до западной границы бассейна реки Иоканга (мыс Святой Нос). Речной бассейн реки — бассейны рек Кольского полуострова, впадает в Баренцево море.
Код водного объекта в государственном водном реестре — 02010000912101000004634.